# メモリアル・スタジアム (ブリストル)
メモリアル・スタジアム (The Memorial Stadium) は、イングランド・ブリストルにある多目的スタジアム。ブリストル・ローヴァーズFC、そしてラグビークラブでギネス・プレミアシップに所属しているブリストル・ラグビー・クラブのホームスタジアム。一般には、以前の名称となっていたThe Memorial Groundで知られている。収容人数は12,100人。

## 概要
スタジアムから北へ約4km圏内には、ブリストル・フィルトン空港(en)があり、またヒューレット・パッカードの研究所もある。

## 新スタジアム
将来は、スタンドを改修して全面座席の18,500人を収容するスタジアムへとなる予定。ブリストル市議会は再建への承認を出している。

## 入場者数

### 平均入場者数
- 2007-2008: 7,130 (フットボールリーグ1)
- 2006-2007: 5,480 (フットボールリーグ2)
- 2005-2006: 5,989 (フットボールリーグ2)
- 2004-2005: 7,077 (フットボールリーグ2)